# گیدو ولف

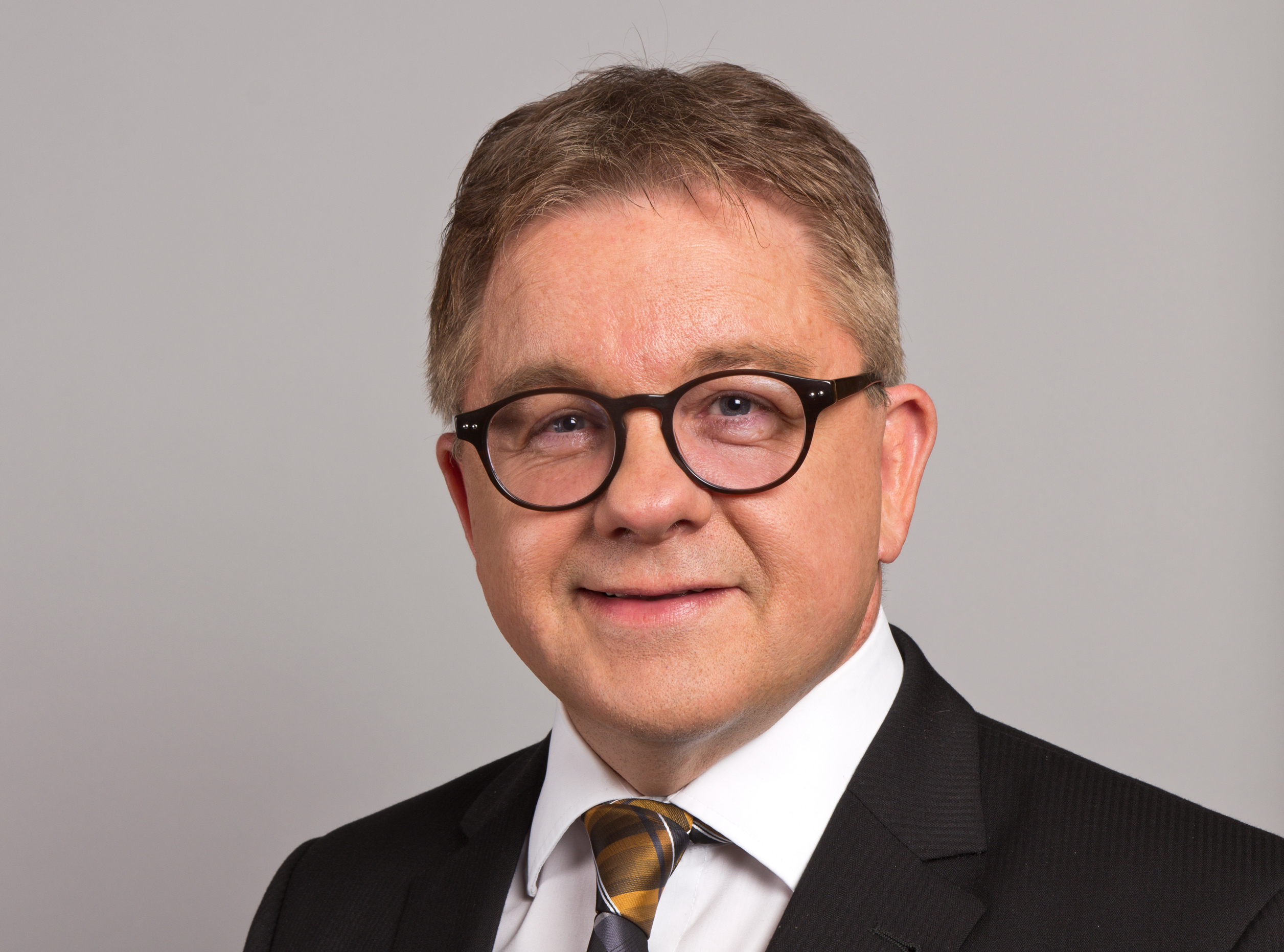
گیدو ولف (۲۰۱۳)

گیدو ولف ( ۲۸. سپتامبر ۱۹۶۱ در واینگارتن از شهرستان رافنزبورگ) یک سیاستمدار آلمانی است (CDU). او از سال ۲۰۱۵ رئیس فراکسیون پارلمانی در ایالت بادن-وورتمبرگ و در انتخابات مجالس ایالتی آلمان در سال ۲۰۱۶ کاندیدای اصلی حزب اتحادیه دموکرات مسیحی بوده است. او از سال ۲۰۰۶ عضو پارلمان ایالتی در ایالت بادن-وورتمبرگ است . علاوه بر این او از سال ۲۰۰۳ تا سال ۲۰۱۱ رئیس شورای منطقه‌ای منطقه توتلینگن و از سال ۲۰۱۱ تا ۲۰۱۵ نیز استاندار ایالت بادن-وورتمبرگ بوده است.